# Rakéta Regényújság
A Rakéta Regényújság egy 1974–1994 között Magyarországon megjelent irodalmi hetilap volt. A lapot öt kiadó gondozta: a Magvető, Európa, Gondolat, Móra, Szépirodalmi, tényleges kiadója azonban a Magvető volt (felelős szerkesztő: Kardos György).

## A lap
1974. február 26-tól hetente jelent meg, keddenként. Folytatásos regényeket, krimiket, elbeszéléseket, emlékiratokat, útleírásokat, színes riportokat, művelődéstörténeti cikkeket, rejtvényeket, recepteket, "fénykép-regényeket" közölt magyar és külföldi szerzőktől.
A folytatásos regények többsége idővel önálló kötetben is megjelent.
Galsai Pongrác 1982-től öt évig a fő irányítójaként új műfajt teremtett Rakéta Irodalmi Kávéház rovatcímmel, afféle „folytatásos antológiát”, amelyben 186 magyar kortárs író 149 kézirata jelent meg. Ennek nyomán 1988-ban egy válogatáskötet is napvilágot látott.

## Rakéta Magazin
1988–1990 között negyedévenként Rakéta Magazin címmel (főszerk. Jovánovics Miklós) egy szórakoztató melléklap is megjelent (csábos nők fotóival spékelve). Benne a Regényújsághoz hasonló írások és folytatások mellett rejtvények, bulvárcikkek, viccek, receptek stb. is helyet kaptak.

### Magvető hírmondó
1982-1983-ban évente néhány alkalommal Magvető hírmondó címmel a könyvkiadás és -kereskedelem újdonságait taglaló mellékletet is tartalmazott.

## Szerkesztői
Mivel saját írásokat nem, csak irodalmi műveket közölt, ezért a szó hagyományos értelmében vett szerkesztősége, újságírói nem voltak, de szerkesztői igen. Legalábbis kezdetben az öt könyvkiadó munkatársaiból összeállított szerkesztőbizottság, de szerkesztője, irányítója volt mások mellett Veress Anna (1978–1992), Galsai Pongrác (1982–1987), Jovánovics Miklós (1987–1990), Zöldi László (1990–1993), M. Nagy Péter (1993–94), Zsámboki Péter. Alapításától szerkesztője, majd közel egy évtizedig (1983–1989) tényleges főszerkesztője volt (helyettesi címmel) Köves Erzsébet.

### Főszerkesztők
- Galsai Pongrác (1982–1987)[8]
- Jovánovics Miklós (1987–1990)
- Zöldi László (1990–1993)
- M. Nagy Péter (1993–1994)[6]

## Népszerűsége, olvasottsága
Indulása évében az Alföld arról számol be, hogy a Rakéta százezres példányszáma ellenére hiánycikk lett. Példányszámadat a lap indulásának éveiből: 1975-ben és 1976-ban 130 ezer, 1983-ban pedig már heti 180–190 ezer megjelent példányról írnak. 1992-ben azonban már csak 42, 1993-ban 21 ezer példányban jelent meg.
Boros Sándor kulturális miniszterhelyettes 1977-ben is sikeresnek nevezte a lapot. Mint elmondta: a tömegsorozatok egyre nagyobb népszerűséget élveznek, a nyomtatott betű iránti érdeklődés egyre növekszik.
1982-ben példányonkénti ára 7,- forint volt, de 40,- forintos feketepiaci árról számolnak be a Rakétát előállító Zrínyi Nyomdában.